# J. R. Rotem
Jonathan Reuven Rotem (Joanesburgo, África do Sul, 01 de Setembro de 1975) é um produtor musical dos Estados Unidos da América nascido na África do Sul.

## Editora
Em 2006, Rotem fundou a sua própria editora, Beluga Heights, juntamente com o seu gerente Zach Katz. O primeiro artista a assinar com a sua editora foi Sean Kingston. Desde aí, começou a produzir singles e álbuns, com Rihanna, 50 Cent, Ashley Tisdale, Auburn e Iyaz.